# Électroacoustique
L'électroacoustique est une technique associant l'acoustique et l'électricité (électronique) pour le traitement, la transmission, la création et la reproduction du  son. Elle utilise pour cela des transducteurs qui transforment le son en signal électrique et inversement : microphones et haut-parleurs, des machines d'enregistrement sonore et de traitement du signal.
L'électroacoustique et l'audioélectronique utilisent des analogies entre les équations fondamentales de l'acoustique, de l'électricité et de la mécanique pour créer un modèle mathématique des dispositifs matériels. Industrie et discipline académique, elles se sont développées progressivement depuis l'invention du téléphone à la fin du XIXe siècle. La radiodiffusion, le cinéma sonore, la sonorisation des espaces sont ses principaux débouchés au début du XXe siècle. Les artistes utilisent rapidement l'électronique naissante à des fins créatives avec le Thérémine et les ondes Martenot, et la musique électroacoustique devient un genre dans la seconde moitié du siècle.